# Zawitne (rejon bakczysarajski)
Zawitne (ukr. Завітне, ros. Заветное, Zawietnoje) – wieś na Ukrainie, w Autonomicznej Republice Krymu (de iure stanowiącej integralną część państwa ukraińskiego, w 2014 anektowanej przez Rosję i odtąd funkcjonującej jako Republika Krymu), w rejonie bakczysarajskim. W 2001 liczyła 486 mieszkańców, wśród których 58 wskazało jako ojczysty język ukraiński, 255 rosyjski, 157 krymskotatarski, 1 mołdawski, 4 ormiański, a 12 inny. Według spisu ludności przeprowadzonego przez okupacyjne władze rosyjskie populacja wsi w 2014 wynosiła 472 osoby.